# Gefleckter Furchenmolch
Der Gefleckte Furchenmolch (Necturus maculosus) ist die größte und verbreitetste Art der Furchenmolche aus der Familie der Olme (Proteidae) in den Süßgewässern der östlichen Vereinigten Staaten.

## Forschungsgeschichte
Die vermutlich älteste wissenschaftliche Beschreibung des Gefleckten Furchenmolchs stammt von Bernard Germain Lacépède aus dem Jahr 1807 unter der französischen Bezeichnung Protée tétradactyle. Die latinisierte Form dieser Bezeichnung (Proteus tetradactylus) findet erstmals 1818 in einer Arbeit von Jacob Green Verwendung. Green gibt allerdings keinen Hinweis auf einen Autor oder eine Quelle für die Herkunft des Namens an und obwohl aus dem Zusammenhang klar ist, was damit gemeint war, hat seine Bezeichnung als Proteus tetradactylus damit keine offizielle Gültigkeit.
Noch im selben Jahr 1818 veröffentlicht Constantine S. Rafinesque-Schmaltz eine Kurzbeschreibung des Gefleckten Furchenmolchs unter der Bezeichnung Sirena maculosa und bereits ein Jahr später stellt er die Art als Necturus maculatus in die neue Gattung Necturus. 1820 verwendet Rafinesque erstmals die Bezeichnung als Necturus maculosus, die sich als gültiger wissenschaftlicher Artname durchgesetzt hat. Die Bezeichnung als Proteus tetradactylus wird heute dagegen, entsprechend den Regelungen der ICZN (Artikel 23.9.1.1), als „Nomen oblitum“ („vergessener Name“) gewertet.

## Merkmale

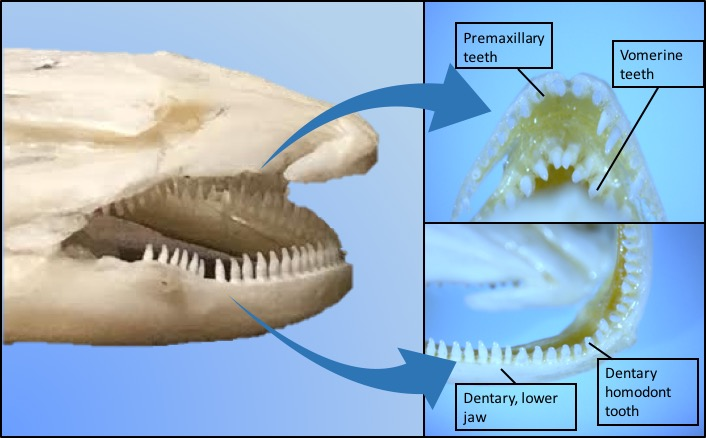
Gebiss eines Gefleckten Furchenmolchs. Pacific Lutheran University Natural History collection

Wie alle Vertreter der Olme behält auch der Gefleckte Furchenmolch während seines gesamten Lebens Merkmale des Larvenstadiums bei (Neotenie). Die Tiere besitzen sowohl eine primitive Lunge als auch zwei larvale Kiemenschlitze und drei Paar roter, büschelförmiger äußerer Kiemen. Der Schwanz ist seitlich und der Kopf dorsoventral abgeflacht. Im Oberkiefer fehlt die Maxilla. Die Anzahl der Zehen ist reduziert; bei der Gattung Necturus sind nur jeweils vier Zehen an Vorder- und Hinterbeinen vorhanden.
Die Zähne des Oberkiefers sind in zwei V-förmigen Reihen angeordnet. Nachdem keine Maxillae vorhanden sind, wird die äußere Zahnreihe vom Zwischenkieferbein (Praemaxillare) getragen und die innere Zahnreihe vom Pflugscharbein (Vomer) und im hinteren Bereich vom Palatopterygoid. Die Zähne des Unterkiefers werden vom Unterkieferknochen (Dentale) und die letzten sechs Zähne im hintersten Bereich vom medial angrenzenden Coronoid getragen.
Der Gefleckte Furchenmolch kann eine Körperlänge von bis zu 43 cm erreichen. Die Grundfärbung ist rostbraun oder dunkelgrau mit rundlichen, blau-schwarzen Flecken am Rücken und an den Flanken. Der untere Bereich der Flanken ist marmoriert mit wenigen dunklen Flecken. Der zentrale Bauchbereich ist hell. Ein dunkler Streifen verläuft seitlich entlang des Kopfes.

## Verbreitung und Gefährdungsstatus

Verbreitungsgebiet des Gefleckten Furchenmolchs

Das Verbreitungsgebiet des Gefleckten Furchenmolchs erstreckt sich in Kanada und den USA vom südlichen Manitoba, Ontario und Quebec im Norden nach Süden bis ins südliche Oklahoma, den Norden von Louisiana, Mississippi, Alabama und Georgia. In den Ebenen der Nordamerikanischen Ostküste tritt die Art nicht auf. In einigen Flüssen im Gebiet der Neuengland-Staaten tritt die Art als Neozoon auf.
Die Art wird von der IUCN in der Roten Liste gefährdeter Arten in der Kategorie LC („Least Concern“; „nicht gefährdet“) geführt.

## Unterarten
- Necturus maculosus maculosus (Rafinesque, 1818): (Nominatform); rostbraune Grundfärbung mit schwarzen Punkten; Vorkommen in den östlichen USA und Südost-Kanada (Québec)[14]
- Necturus maculosus stictus Bishop, 1941: Grundfärbung dunkelgrau, fast schwarz; Vorkommen nur im Bereich des Lake Winnebago, (Wisconsin) und im Mackinac County, (Michigan)[15]
- Necturus maculosus louisianensis Viosca, 1938: braune Grundfärbung mit schwarzen Punkten an der Bauchseite; Vorkommen in Louisiana; wird als eigenständige Art Necturus louisianensis gewertet[16]

## Lebensweise
Die Tiere leben ausschließlich aquatil. Sie bevorzugen klare Flüsse und Seen, sind aber genau so in schlammigen und dicht bewachsenen Buchten, Kanälen und Drainagegräben anzutreffen. In klaren Gewässern sind sie überwiegend nachtaktiv und verstecken sich tagsüber meist unter Steinen oder anderen geeigneten Objekten. Wenn dichter Bewuchs mit Wasserpflanzen ausreichend Deckung bietet, können sie aber auch tagsüber aktiv sein. Sie bewegen sich meist laufend am Grund der Gewässer fort, können sich aber auch schwimmend mit fischähnlichen Bewegungen und am Körper angelegten Beinen fortbewegen.

### Ernährungsweise
Der Gefleckte Furchenmolch ernährt sich karnivor. Er bevorzugt lebende Beute wie Schnecken, Würmer, Insekten und deren Larven, Fischlaich und kleine Wirbeltiere (Fische, Reptilien und Amphibien inklusive Angehörigen der eigenen Art), verschmäht aber auch Aas nicht.

### Fortpflanzung

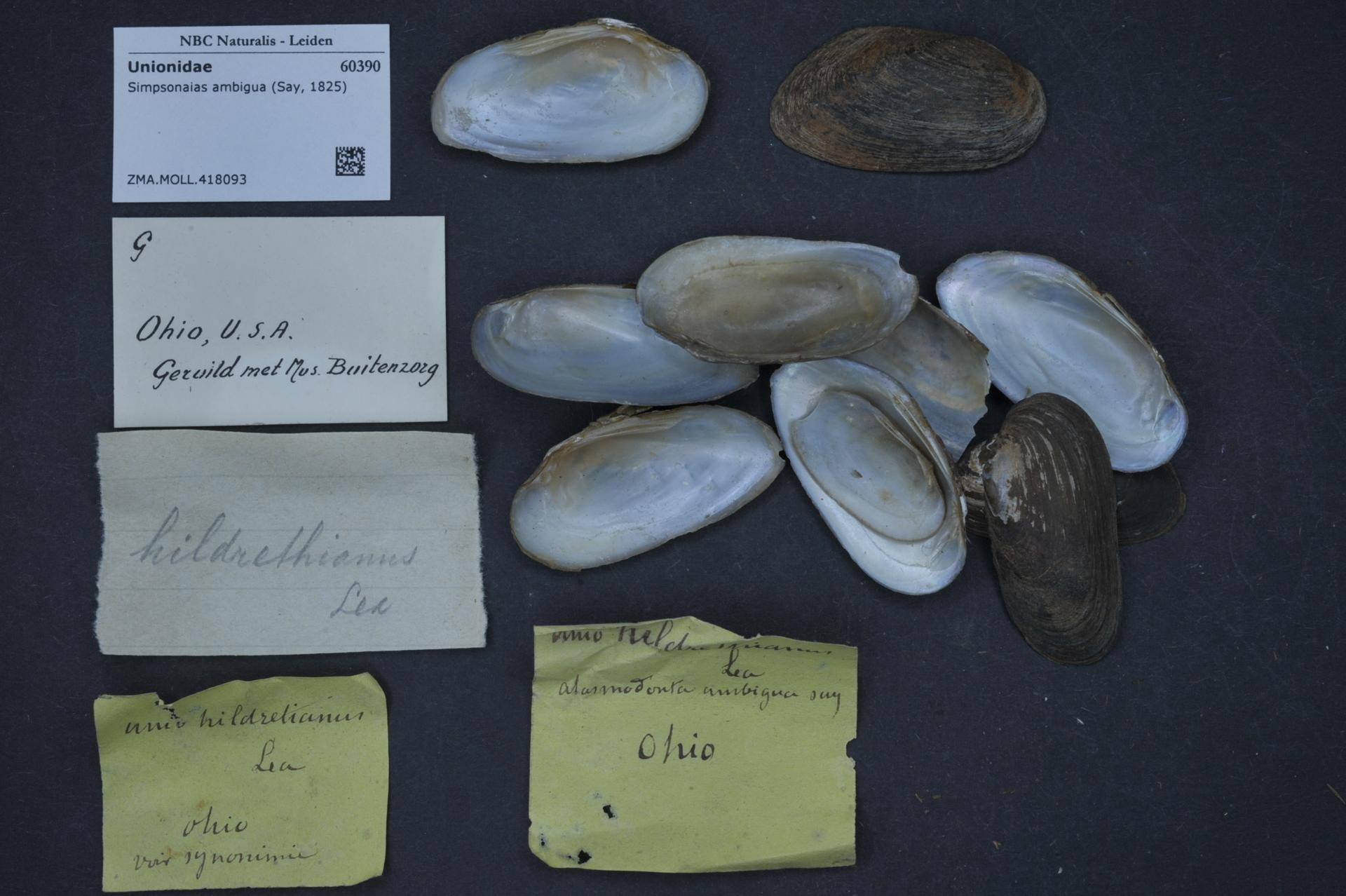
Simpsonaias ambigua

Necturus maculosus ist eine langlebige Spezies, die ein Alter von mehr als 30 Jahren erreichen kann. Die Geschlechtsreife wird im Alter von 7–10 Jahren erreicht. Paarungszeit ist im Herbst. Die annähernd erbsengroßen Eier (im Durchschnitt etwa 60 Stück) werden von den Weibchen allerdings erst im folgenden Spätfrühling einzeln im flachen Wasser am Substrat abgelegt. Die Gelege werden von den Weibchen bewacht, bis die Jungen 1–2 Monate nach der Eiablage schlüpfen.

### Parasiten
Simpsonaias ambigua (Say, 1825), eine Süßwassermuschel aus der Familie der Fluss- und Teichmuscheln (Unionidae), ist die einzige bekannte Art dieser Familie, deren Glochidium-Larven nicht an den Kiemen von Fischen, sondern ausschließlich an den externen Kiemenbüscheln des Gefleckten Furchenmolchs parasitieren. Das Verbreitungsgebiet dieser Muschelart, die im englischen Sprachgebrauch auch als „Salamander Mussel“ („Salamander-Muschel“) bezeichnet wird, deckt sich dementsprechend weitgehend mit dem Verbreitungsgebiet ihres Wirtes.